# Clan Sinclair
Pour les articles homonymes, voir Sinclair.
La famille Sinclair est une famille écossaise d'origine normande venant du château de Saint clair sur l'Elle (Propriété privée) à Saint clair sur l'Elle. Le château est en phase de restauration. Les Sinclair devint le nom du clan écossais qui lui est rattaché, et dont font partie les Rosslyn (en) et les Caithness.

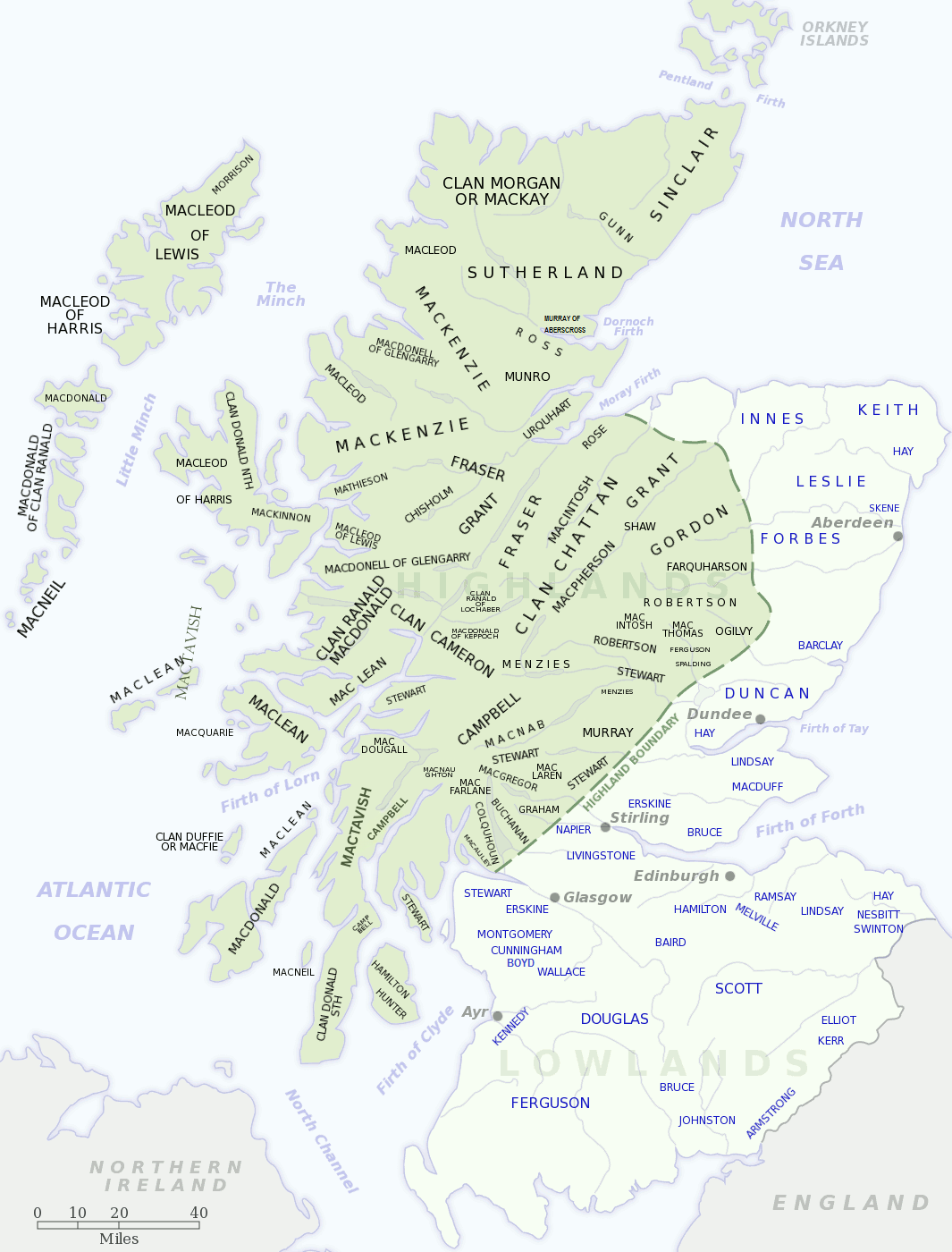
Carte des clans écossais: Au Nord-Est, le clan Sinclair.

Armoiries du Chef du Clan Sinclair.

## Variantes du nom
Le nom est orthographié de différentes façons, suivant les époques et les usages. Le nom original de Saint-Clair a évolué en Saint Clare après l'arrivée en Écosse puis Sinclair à partir de la fin du XVIe siècle lorsque deux branches sont apparues.
Les Caithness adoptèrent la forme Sinclair. Les Rosslyn (en) préfèrent encore l'ancienne forme de Saint Clare ou parfois St. Clair. Sinclair est néanmoins la forme la plus courante et celle utilisée dans la Scottish Clan and Familly Encyclopedia et dans le Webster's New biographical Dictionnary.

## Histoire
Les Sinclair sont d'origine normande, et leur nom dérive de Sancto Claro, un nom commun de lieu en Normandie. En 1280, William Sinclair, shérif d'Édimbourg se voit attribuer le titre de baron de Roslin (Rosslyn ). Son fils Henry combat à la bataille de Bannockburn pour Robert Ier d'Écosse en 1314.
William, le fils d'Henry, qui luttait contre les Arabes en Andalousie sur le chemin de la Terre sainte, y est assassiné en 1330. Henry Sinclair, petit-fils de William Sinclair et héritier par sa mère de droits sur les Orcades, est reconnu comme comte des Orcades par Haakon VI de Norvège en 1379. En 1455, le roi Jacques II d'Écosse concède le titre de comte de Caithness au troisième comte Sinclair.
À la mort en 1676 sans héritier de George Sinclair, 6e comte de Caithness, criblé de dettes, John Campbell de Glenorchy, qui avait mis la main sur la majeure partie des domaines hypothéqués, revendique le titre. Celui-ci fut néanmoins restitué à une lignée cadette de la famille Sinclair, six ans plus tard, sur ordre du Parlement.

## Membres importants
Parmi les membres importants de la famille, il faut citer:
- William de Saint Clair ou Saint Clare (1240-1303), l'un des chefs de la révolte écossaise contre Édouard Ier d'Angleterre
- Sir William Saint Clare ou Sinclair (?-1330), mort en Andalousie en chemin pour la Palestine, où il emportait le cœur de Robert Bruce.
- Henry Saint Clare ou Sinclair (ca. 1355-1404)[5], comte des Orcades, conquiert les îles Féroé et Shetlands alors possessions norvégiennes. Aurait voyagé en 1395 jusqu'au Groenland et peut-être en Amérique en compagnie de l'explorateur vénitien Antonio Zeno.
- Sir William Sinclair, premier comte de Caithness (?1404-1480), Lord Chancelier et régent d'Écosse.
- George Sinclair, 4ème Earl de Caithness (?-1582), féroce partisan de Marie d'Écosse
- Général Arthur St. Clair (1737-1818), militaire et homme politique, un des présidents du Congrès Continental américain, premier gouvernement des États-Unis.
- Sir John Sinclair (1754-1835), économiste. L'un des fondateurs de la statistique.
- Catherine Sinclair (en) (1800-1864) écrivain pour enfants.

De nombreux membres de la famille servirent les rois de France dans la Garde écossaise.

## Les mystères des Sinclair
Le nom de Sinclair apparaît souvent dans les livres d'histoire parallèle concernant les sociétés secrètes. 

- Par association à la chapelle de Rosslyn, haut lieu du mystère construit par un des membres de la famille, ils sont associés à la supposée présence de Templiers en Écosse après la dissolution de leur Ordre.
- Henry de Saint Clare aurait redécouvert le Groënland et aurait mis le pied en Amérique presque un siècle avant Christophe Colomb.

La plupart de ces théories restent à prouver tangiblement et historiquement.
Il est en revanche clairement établi qu'en 1600 ou 1601, alors que se constituaient les toutes premières loges de la franc-maçonnerie, les maçons d'Écosse reconnurent, dans la première des Chartes dites « Saint Clair », Sir William Sinclair of Roslin comme mécène et protecteur... Seulement, il s'agit ici de William le 15e Baron de Roslin (en) (mort en 1610) et non d'un de ses prédécesseurs.
Il est également écrit dans ce document que les Sinclair détenaient ce titre depuis « longtemps », sans qu'il soit cependant possible d'apporter plus de précision à ce sujet.

## Généalogie
- Guillaume de Sancto Claro, lord de Roslin
  - William de Saint-Clair († v. 1270), lord de Roslin
    - William de Saint-Clare († 1299/1303)
      - Henry de Saint-Clare († v. 1330)
        - William Saint Clare ou Sinclair (?-1330)
          - William Sinclair Lord de Rosslyn († 1358)
            - Henry Saint Clare (v. 1355 † 1404)
              - Henry II Sinclair († 1420) comte des Orcades
                - William Sinclair(† 1480) 1er comte de Caithness, 3e comte des Orcades

### Sources
- (en) Charles Mosley, « William Sinclair, 1st Baron of Roslin (circa 1230 - 1297) », dans Burke's Peerage, Baronetage and Knightage, Burke's Peerage & Gentry LLC, 2003, 4500 p. (ISBN 978-0-9711-9662-9, présentation en ligne)
- (en) George Way of Plean et Romilly Squire, Scottish Clan and Familly Encyclopedia, HarperCollins Publishers Limited, 1998 (1re éd. 1994), 512 p. (ISBN 978-0-0047-2223-8 et 978-0-0047-0547-7, présentation en ligne)
- (en) Barbara E. Crawford, « Sinclair family (per. 1280–c.1500) », Oxford Dictionary of National Biography, Oxford University Press, 2004; online edn, jan 2009 (ISBN 978-0-1986-1411-1, consulté le 19 janvier 2014)
- (en) Fiona Watson, « Sinclair, Sir William (d. 1299x1303) », Oxford Dictionary of National Biography, Oxford University Press, 2004; online edn, jan 2008 (ISBN 978-0-1986-1411-1, consulté le 19 janvier 2014)